# Mike Mohamed
Mike Mohamed (Brawley, 11 marzo 1988) è un giocatore di football americano statunitense che gioca nel ruolo di linebacker per gli Houston Texans della National Football League (NFL). Fu scelto nel corso del sesto giro (189º assoluto) del Draft NFL 2011 dai Broncos. Al college ha giocato a football coi California Golden Bears.

## Carriera professionistica

### Denver Broncos
Mohamed fu scelto nel corso del quarto giro del Draft 2011 dai Denver Broncos. Fu svincolato dai Broncos il 22 settembre 2011 ma rifirmò per far parte della squadra di allenamento il giorno successivo. Il 29 novembre fu promosso nel roster attivo. Nella sua stagione da rookie disputò due partite, nessuna delle quali come titolare.

## Statistiche
| Partite totali      | 26 |
| Partite da titolare | 2  |
| Tackle totali       | 72 |
| Intercetti          | 1  |
| Fumble forzati      | 0  |

Statistiche aggiornate alla settimana 12 della stagione 2015